# رافائل دی آندراده بیتنکورت پینیرو
رافائل دی آندراده بیتنکورت پینیرو (به پرتغالی: Rafael de Andrade Bittencourt Pinheiro) دروازه‌بان اهل برزیل است که در شهر سائوپائولو و در تاریخ ۳ مارس ۱۹۸۲ به دنیا آمده‌است.
رافائل دی آندراده بیتنکورت پینیرو در تیم‌های فوتبال سانتوس سابقهٔ حضور دارد.